# Rejowiec Fabryczny
Pour les articles homonymes, voir Rejowiec Fabryczny (homonymie).
Rejowiec Fabryczny (prononciation : [rɛˈjɔvʲɛt͡s faˈbrɨt͡ʂnɨ]) est une ville du powiat de Chełm de la voïvodie de Lublin, dans le sud-est de la Pologne.
Elle constitue une gmina urbaine et le siège administratif (chef-lieu) de la Gmina de Rejowiec Fabryczny, bien que ne faisant pas partie du territoire de la gmina.
Rejowiec Fabryczny se situe à environ 103 kilomètres au sud de Lublin (capitale de la voïvodie).
Sa population s'élevait à 4 474 habitants en 2008.

## Histoire
Les premières localités situées dans ce qui est maintenant Rejowiec Fabryczny ont été mentionnés dans un document du XIIIe siècle, lorsque cette zone appartenait à la Principauté de Galicie-Volhynie.
En 1914, la Société de Ciment Portland de Lublin a commencé la construction d'une usine de ciment. En raison de la Première Guerre mondiale, l'usine ne fut achevée qu'en 1924. En outre, deux blocs d'appartements pour les travailleurs ont été construits dans le quartier de Morawinek.

L'usine a été agrandi de 1951 à 1955, après quoi elle a produit 700 000 tonnes de ciment par an. Selon la coutume communiste, elle a été nommée « Paix », et des appartements supplémentaires ont été ajoutés, ce qui a donné à Rejowiec le statut d'osiedle.
Le 22 juillet 1962 (date anniversaire du Manifest PKWN (Manifeste du Comité polonais de libération nationale (ou en polonais Polski Komitet Wyzwolenia Narodowego (PKWN))), Rejowiec a obtenu le statut de ville.
Dans les années 1960 et 1970, la ville nouvellement créée s'est rapidement développée. De nouveaux bâtiments ont été ajoutés, et sa population a augmenté.
De 1975 à 1998, la ville est attachée administrativement à la voïvodie de Chełm.

Depuis 1999, elle fait partie de la voïvodie de Lublin.

## Démographie
Données du 30 juin 2004:
| Description        | Total  | Total | Femmes | Femmes | Hommes | Hommes |
| ------------------ | ------ | ----- | ------ | ------ | ------ | ------ |
| Unité              | Nombre | %     | Nombre | %      | Nombre | %      |
| Population         | 4 600  | 100   | 2 364  | 51,4   | 2 236  | 48,6   |
| Densité (hab./km²) | 320,3  | 320,3 | 164,6  | 164,6  | 155,7  | 155,7  |

## Personnalités
- Wojtek Łuka – artiste, peintre, artiste, graphiste polonais
- Marcin Firlej - correspondant de la télévision polonaise aux États-Unis
- Jacek Ziarkowski - joueur de football polonais au poste d'attaquant